# ویرلپول

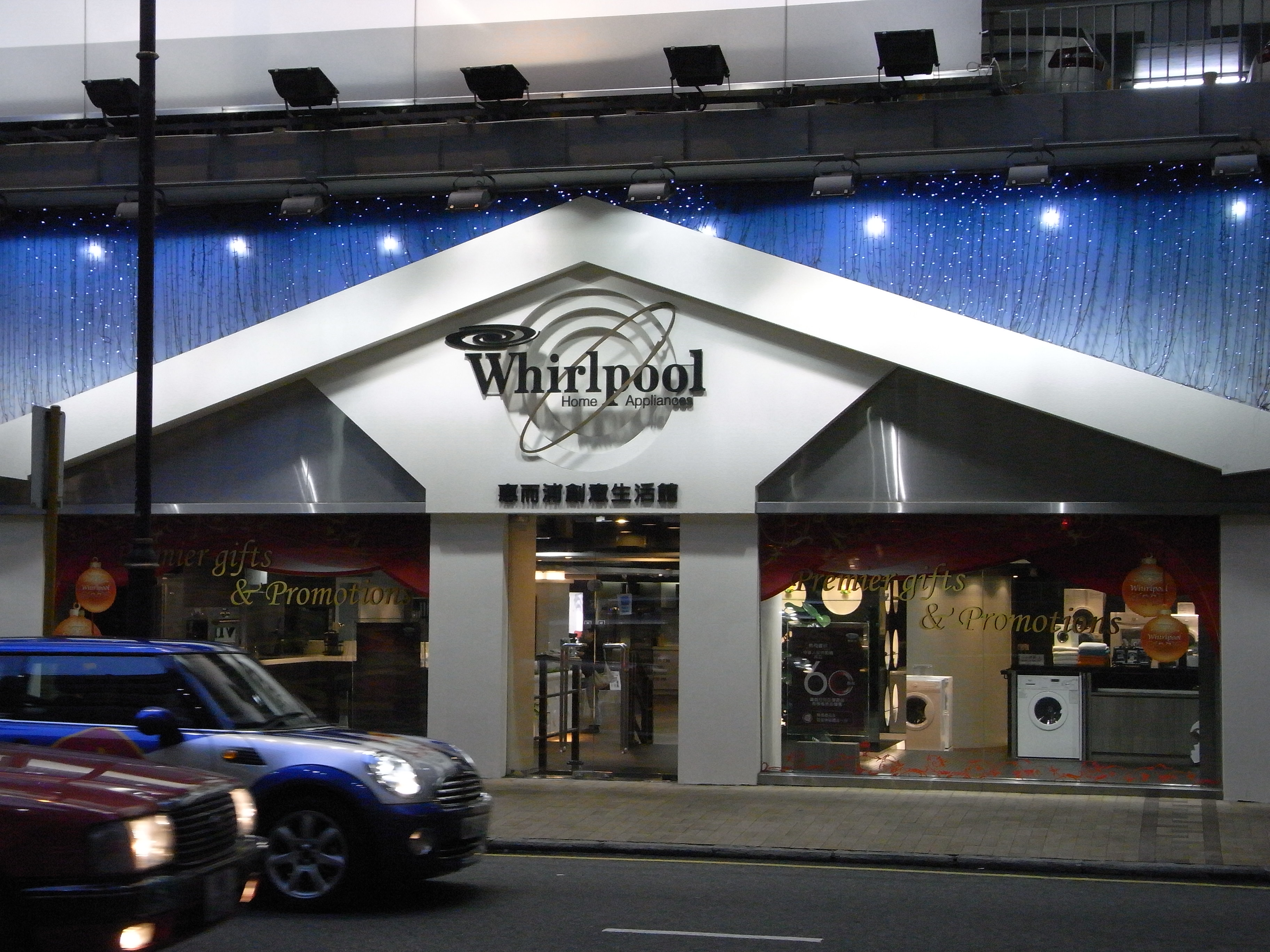
نمایشگاه کالاهای ویرلپول در هنگ کنگ

ویرلپول کورپوریشن (به انگلیسی: Whirlpool Corporation) شرکت لوازم خانگی آمریکایی و چندملیتی است، که در زمینه تولید و عرضه وسایل الکترونیکی خانگی و تجاری فعالیت می‌کند. این شرکت از سال ۲۰۰۶ در پی پیشی گرفتن از شرکت سوئدی الکترولوکس، به‌عنوان بزرگترین تولید کننده لوازم خانگی جهان شناخته می‌شود.
ویرپول در سال ۱۹۱۱ توسط لوئیز آپتون در شهر سنت. جوسف، میشیگان تأسیس شد و هم‌اکنون دارای ۷۰ کارخانه تولیدی و مرکز تحقیق و توسعه در سراسر جهان است و مالک بیش از ۸۰ برند معتبر در حوزه لوازم برقی خانگی می‌باشد، که برای نمونه می‌توان به: شرکت هوور، ایندزیت، مِی‌تگ، آدمیرال، امانا، جان اینگلس و کیچن‌اِید اشاره کرد.
دفتر مرکزی این شرکت در شهر بنتون چارتر تاونشیپ، میشیگان قرار دارد و بخشی از سهام آن در بازار بورس نیویورک معامله می‌شود. شرکت ویرلپول در سال ۲۰۱۳ در فهرست فرچون ۵۰۰ در رتبه ۱۳۲ از بزرگترین شرکت‌های ایالات متحده قرار گرفت.